# Mario Laurencich
Mario Laurencich (Fiume, 9 maggio 1920 – Chieti, 1996) è stato un calciatore e allenatore di calcio italiano, di ruolo mediano.
Ha disputato 25 partite nel massimo campionato jugoslavo segnando tre reti.

## Carriera
Nato a Fiume il 9 maggio 1920, nella stagione 1942-43 militò nel campionato italiano di Serie C con la casacca della Fiumana. In seguito allo scioglimento della Fiumana decretato nel 1945 dalle autorità di occupazione titine (che miravano ad annettere Fiume, all'epoca italiana, alla Jugoslavia), passò a militare nella Metallurgica, con cui disputò nella stagione 1945-1946 il campionato fiumano intitolato alla memoria del partigiano titino Giovanni Maras, e nell'estate 1946 entrò a far parte del Quarnero/Kvarner, club fiumano neofondato che fu ammesso nel massimo campionato jugoslavo dopo aver vinto un torneo di qualificazione contro il Rudar di Arsia e l'U.S. Operaia di Pola. Nella stagione 1946-47 Laurencich giocò 25 partite nella massima serie jugoslava (la "Prima Lega Federale", in serbocroato Prva savezna liga) segnando tre reti. Al termine della stagione il Quarnero si classificò al nono posto retrocedendo nella Seconda Lega Federale (Druga savezna liga in serbocroato) dopo aver perso una sorta di play-out contro la settima classificata. Laurencich militò nel Quarnero/Kvarner anche nella successiva stagione in Druga Liga (10 presenze e tre reti), disputando la sua ultima partita nel club quarnerino il 21 marzo 1948 nella trasferta di Spalato.
Sennonché, in seguito alla cessione di Fiume e di gran parte della Venezia Giulia alla Jugoslavia sancita nel 1947 dal trattato di pace di Parigi, gran parte della popolazione italofona dei territori ceduti decise di esodare (anche a causa del clima di persecuzione sfociato nei massacri delle foibe), e Laurencich fu tra gli esuli. Giunto in Italia Laurencich fu ingaggiato dal Cesena, club emiliano-romagnolo militante all'epoca in Serie C, totalizzando 23 presenze e sei reti. Cedendo alle insistenze della moglie Norma, che voleva trasferirsi a Chieti per ricongiungersi ai propri genitori ivi residenti in un campo profughi, Laurencich si trasferì alla squadra del capoluogo teatino, il Chieti, all'epoca militante nel campionato interregionale di Promozione, contribuendo alla promozione in Serie C nel 1951.
Nel frattempo trovò impiego nella Cartiera Burgo a Chieti stabilendovisi definitivamente anche dopo il ritiro. Morì a Chieti nel 1996.